# Peniel Pacheco
Peniel Pacheco (Uberaba, 10 de abril de 1958) é um político do Distrito Federal.

## Trajetória profissional
Peniel Pacheco nasceu em Uberaba, Minas Gerais, no dia 10 de abril de 1958. Reside em Brasília, porém, desde 1969. É formado em  Marketing e Criação Publicitária pela UNEB (União Educacional de Brasília). Já foi professor de Teologia, radialista e Chefe do Centro Regional no Distrito Federal, da Fundação Jorge Duprat Figueiredo, de Segurança e Medicina do Trabalho - FUNDACENTRO, do antigo Ministério do Trabalho e Emprego - MTE.

## Carreira política

### Primeiro mandato
Exerceu seu primeiro mandato, como deputado distrital, na legislatura de 1991 a 1994. Foi então segundo-secretário da Câmara Legislativa do Distrito Federal e relator do capítulo Capítulo da Organização dos Poderes e do Distrito Federal na Lei Orgânica distrital.
Foi o primeiro a presidir a Comissão de Constituição e Justiça da casa, entre 1991 e 1992. Em 1993 e 1994, foi segundo-secretário da Mesa Diretora. Também foi o autor da primeira lei a vigorar no Distrito Federal: a lei que torna obrigatório o ensino preventivo das drogas e da Aids nas escolas particulares e públicas.

### Segundo mandato
Eleito para legislatura de 1995 a 1998, foi o terceiro-secretário da Mesa Diretora entre 1995 e 1996, sendo responsável pelo processo legislativo. Concorreu, como candidato a vice-governador, em 1998, na chapa de José Roberto Arruda.
Derrotado, assumiu a presidência da Junta Comercial do Distrito Federal. Recebeu, então, o Troféu Ouro do Prêmio de Qualidade e Produtividade no Registro Mercantil, conferido pelo Ministério do Desenvolvimento, Indústria e Comércio Exterior; foi a terceira vez consecutiva em que foi agraciado pelo prêmio.

### Terceiro mandato
Em 2002, foi novamente eleito deputado distrital pelo Partido Socialista Brasileiro. Segundo sua página oficial no portal da Câmara Legislativa, sua intenção era focar na busca da qualidade de vida aos habitantes do Distrito Federal.

### Projetos de Lei

#### Leis Aprovadas
Lei Complementar nº 0079/98 – Destinação de área para Associação dos Diabéticos do DF.
Lei Complementar nº 0084/98 – Lei dos Centros de Tradições Regionais.
Lei Complementar nº 0108/98 – Alteração gabarito projeções EC-4B do SCRN.
Lei Complementar nº 0141/98 – Ampliação Lote 2 EQNL 17-19 – Taguatinga.
Lei Complementar nº 0145/98 – Ampliação Lote A QE 30-32 - Guará II.
Lei Complementar nº 0197/99 – Desafetação área - RA IV Planaltina - uso institucional.
Lei n° 1871/98 – Dispõe sobre a parada livre para desembarque de ônibus no horário das vinte e três horas até as seis horas do dia seguinte.
Lei n° 1881/98 – Concede, a título precário, alvará de funcionamento aos estabelecimentos instalados em áreas rurais.
Lei n° 1900/98 – Sujeita a Liberação dos  espaços públicos para eventos de qualquer natureza.
Lei n° 1969/98 – Destinação de áreas para a instalação de prefeituras comunitárias.
Lei n° 2062/98 – Dispõe sobre a colocação adequada de quebra-molas nas vias públicas do DF.
Lei n° 2101/98 – Altera a Lei 1.162/96 – que proíbe o fumo em recintos fechados.
Lei n° 2164/98 – Determina condutas a serem obedecidas pelas agências bancárias e laboratórios de análises clínicas.
Lei n° 2184/98 – Obrigatoriedade de constar o nome de um operário da obras, nas placas inaugurais das obras públicas do DF.
Lei n° 2185/98 – Dispõe sobre o registro e o funcionamento de academias e de estabelecimentos que atuam na área do ensino e prática de modalidades esportivas no DF.
Lei n° 2194/98 – Torna obrigatória a impressão de alerta nas embalagens de plástico com circulação no DF.
Lei n° 2243/98 – Cria a Controladoria Parlamentar, institui e regulamenta o controle parlamentar direto sobre atos de prestação de serviços públicos no âmbito do DF.
Lei n° 2274/98 – Denomina a “Praça da Bíblia” a praça localizada entre o reservatório da CAESB e a rua nº 5, na Quadra Central de Sobradinho.

#### Projetos em Andamento
PL nº 0179/03 – Altera a Lei nº 2.965/02 que dispõe sobre o cercamento de lotes e frações do SMPW, na RA do Núcleo Bandeirante – RA VIII.
PL nº 0199/03 – Assegura, anualmente, aos taxistas do Distrito Federal, o uso, em caráter definitivo, da Bandeira II – mês de Dezembro.
PL nº 0203/93 – Cria o Parque Ecológico e de uso múltiplo da Asa Sul e dá outras providências.
PL nº 0232/03 – Institui o Programa de Prevenção ao câncer de mama e de colo uterino no âmbito do DF, para as servidoras públicas do DF.
PL nº 0233/03 – Institui o Programa de Atendimento Especial às crianças e às mulheres vítimas de violência sexual, no âmbito do DF.
PL nº 0234/03 – Dispõe sobre Linha crédito especial para estudantes ensino técnico nas áreas de saúde, científica, industrial, comercial, de serviços e agrícola.
PL nº 0237/03 – Dispõe sobre a remessa, o Depósito Legal e a guarda de obras literárias e culturais à Biblioteca Pública do DF e dá outras providências.
PL nº 0254/03 – Institui o Cadastro de Fornecedores impedidos de licitar e contratar no âmbito da Administração Pública.
PL nº 0255/03 – Dispõe sobre a obrigatoriedade inclusão de procedimentos auxílio, orientação e proteção a crianças e adolescentes que tenham sofrido violência, no conteúdo programático cursos formação de profs., diretores, orientadores e administradores. escolares. da rede pública. e privada do DF.
PL nº 0288/03 – Dispõe sobre a educação, prevenção e contenção do uso do fumo, álcool e outras drogas, para servidores e funcionários públicos e privados no DF.
PL nº 0525/03 – Dispõe sobre a utilização e ocupação de áreas destinadas aos terminais de ônibus.
PL nº 0526/03 – Veda a utilização de estádios, ginásios ou espaços desportivos sob a administração do GDF a clubes ou entidades que estejam em situação irregular quanto ao pagamento de tributos ou taxas, bem como, em desacordo com a legislação em vigor.
PL nº 0546/03 – Estabelece condição para o comércio de cigarros, charutos e derivados do tabaco no Distrito Federal.
PL nº 0547/03 – Dispõe sobre a divulgação de informações no rótulo do café torrado, moído e embalado no Distrito Federal.
PL nº 0553/03 – Obriga os estabelecimentos. que comercializam derivados de leite com adição de soro de leite, sob a denominação “leite modificado”, a informarem de maneira clara e inequívoca a composição do produto e dá outras providências.
PL nº 0554/03 – Proíbe a comercialização de produtos ópticos na condição que menciona e dá outras providências.
PL nº 0643/03 – Estabelece normas de informações e publicidade para a venda de Títulos de Capitalização e similares no Distrito Federal.
PL nº 0644/03 – Dispõe sobre a obrigatoriedade campo específico na conta fatura das empresas prestadoras de serviços públicos e concessionárias para os consumidores, e dá outras providências.
PL nº 0645/03 – Estabelece diretrizes para implantação da política de prevenção e atenção integral à saúde do cidadão portador de diabetes.
PL nº 0646/03 – Obriga as Delegacias de Polícia do DF a informar às vítimas de crimes contra a liberdade sexual, o direito de tratamento preventivo contra a contaminação pelo vírus HIV.
PL nº 0647/03 – Institui o Projeto Talentos Candangos, que dispõe sobre a apresentação de artistas ou grupos amadores no DF.
PL nº 0648/03 – Dispõe sobre a criação da Ouvidoria do Turismo do DF.
PL nº 0649/03 – Sujeita Projetos de Lei originários do Poder Executivo, à audiência pública prévia, sempre que envolver assuntos pertinentes ao meio ambiente.
PL nº 0661/03 – Institui o Concurso Anual de Redação nas escolas de ensino da rede pública do DF e dá outras providências.
PL nº 0662/03 – Dispõe sobre a devolução de multas de trânsito pelo GDF.
PL nº 0716/03 – Dispõe sobre a obrigatoriedade de comunicação antecipada aos condutores de veículos do DF, quanto à renovação da CNH, pelo Detran/DF.
PL nº 0734/03 – Altera a Lei 944/95 – “Preservação dos fotógrafos que trabalhem como máquinas caixotes tipo ‘foto-jardim’, dentro do DF”.
PL nº 0775/03 – Dispõe sobre a participação de artistas do DF nos meios de comunicação.
PL nº 0781/03 – Veda a obrigatoriedade da participação de pessoas civis em solenidades civis, oficiais ou não, do GDF ou deste em conjunto com outros poderes.
PL nº 0878/03 – Estabelece a obrigatoriedade de manter, em ambiente separado, dentro dos estabelecimentos que especifica, os produtos que causem dependência química, com a fixação de alerta aos consumidores.
PL nº 0900/03 – Dispõe sobre a divulgação de data vencimento validade de produtos incluídos em todas as promoções, especiais e/ou relâmpagos, feitas por supermercados e estabelecimentos afins no DF.
PL nº 0910/03 – Inclui no Calendário Oficial de Eventos do Distrito Federal a EXPOTCHÊ.
PL nº 0936/03 – Dispõe sobre a responsabilidade da destinação de lâmpadas usadas como fluorescentes, vapor de mercúrio, vapor de sódio ou de luz mista.
PL nº 0955/03 – Cria normas para autorização de funcionamento das empresas de prestação de serviço de manobrista e guarda de veículos, que prestem serviços a estabelecimentos comerciais e afins, no DF.
PL nº 1049/04 – Veda a permanência de crianças em áreas reservadas para fumantes conforme estabelece a Lei nº 1.162/96 e dá outras providências.
PL nº 1059/04 – Dispõe sobre a instalação de sistemas elétricos de segurança em edificações e dá outras providências.
PL nº 1060/04 – Dispõe sobre procedimentos de análise bacteriológica das águas comercializadas no Distrito Federal.
PL nº 1070/04 – Altera dispositivos da Lei nº 3.096, de 24 de dezembro de 2002.
PL nº 1073/04 – Dispõe sobre a fixação de placas de advertência nas lojas de conveniência dos postos de gasolina do Distrito Federal e dá outras providências.
PL nº 1074/04 – Disciplina a venda e a comercialização de bebidas alcoólicas em Lojas de Conveniências instaladas em postos de combustíveis e serviços, no âmbito do Distrito Federal.
PL nº 1075/04 – Dispõe sobre a criação do Programa de Valorização e Orientação nos hospitais da rede pública do Distrito Federal, e dá outras providências.
PL nº 1076/04 – Dispõe sobre a comercialização, armazenagem e transporte de água mineral natural no Distrito Federal e dá outras providências.
PL nº 1077/04 – Dispõe sobre a obrigatoriedade da inspeção anual de segurança nos tanques subterrâneos de armazenagem de combustíveis automotivos e nos gasodutos subterrâneos de propriedade pública ou de empresas privadas, no âmbito do Distrito Federal e dá outras providências.
PL nº 1078/04 – Torna obrigatória a afixação em hospitais, estabelecimentos de saúde públicos e privados, e funerárias, de cartaz com informações sobre os procedimentos a serem adotados em caso de óbito de pacientes e dá outras providências.
PL nº 1079/04 – Obriga os “condomínios fechados” a aumentarem suas dimensões de entrada e saída, com o intuito de viabilizar o acesso de viaturas do Corpo de Bombeiros a suas dependências e dá outras providências.

#### Projeto de Lei Complementar
PLC nº 035/03 – Utilização créditos líquidos e certos, natureza trabalhista, decorrentes condenações judiciais, devidos pela Fazenda. Pública.do Distrito Federal, suas autarquias e fundações, a oportunidade de transacionar com o DF a destinação de no máximo 60% valor crédito, para programas governamentais de desenvolvimento social.

#### Projeto de Decreto Legislativo
PDL nº 166/03 – Veda a cobrança em duplicidade da contribuição de iluminação pública – CIP nos imóveis não-edificados, no âmbito do Distrito Federal.